# Stockinger
Stockinger è una serie televisiva austriaca prodotta dal 1996 al 1997, spin-off de  Il commissario Rex.

## Trama
Il poliziotto Ernst Stockinger lascia Vienna per tornare a Salisburgo, sua città d'origine, dove la moglie Karin ha ereditato uno studio dentistico. Ernst viene nominato ispettore distrettuale (Bezirksinspektor) nelle forze di polizia locali (Landes Gendarmerie), condividendo l'ufficio e il lavoro con la nuova collega Antonella Simoni.

## Episodi
| Stagione       | Episodi | Prima TV originale | Prima TV Italia |
| -------------- | ------- | ------------------ | --------------- |
| Prima stagione | 14      | 1996-1997          | inedita         |

## Personaggi e interpreti

### Personaggi principali
- Ernst Stockinger, interpretato da Karl Markovics.
Ex poliziotto di Vienna, è il nuovo ispettore distrettuale di Salisburgo.
- Karin Stockinger, interpretata da Anja Schiller.
Consorte di Ernst, gestisce uno studio dentistico in città.
- Michael Fuchs, interpretato da Herbert Fux.
- Antonella Simoni, interpretata da Sandra Cervik.
Ispettrice distrettuale e collega di Stockinger, è una persona controllata e decisa.
- Obest Brunner, interpretato da Hans-Peter Heinzl.
Colonnello, è a capo della polizia di Salisburgo.
- Medico legale, interpretato da Georges Kern.

### Personaggi secondari
- Peter Höllerer, interpretato da Wolf Bachofner.
Ex collega di Stockinger a Vienna, mantiene i rapporti col vecchio amico.